# 坂本朝一
坂本 朝一（さかもと ともかず、1917年3月28日 - 2003年12月31日）は、日本の放送人。第12代日本放送協会（NHK）会長。「朝の連続テレビ小説」の生みの親として知られる。

## 来歴・人物
東京都千代田区にある神田明神境内の割烹料理屋「開花楼」の主人・2代目坂本彦平（坂本猿冠者）の子として生まれる。旧制明治中学校から早稲田大学文学部英文学専攻科に進学し、同校を卒業。
1939年にNHKに入局。主にラジオドラマや演芸などの芸能番組を担当。1940年4月にはテレビ実験放送の公開番組として、日本初のテレビドラマである『夕餉前』を演出した。戦後には『二十の扉』『私は誰でしょう』『向う三軒両隣り』などを担当した。
テレビ本放送開始後は、『バス通り裏』や『事件記者』で連続テレビドラマの手法を確立し、「朝の連続テレビ小説」を企画。第1作『娘と私』や第6作『おはなはん』を手がけた。
のち、専務理事、芸能局長、放送総局長、副会長を歴任。1976年9月に、NHK会長の小野吉郎が辞任したことにともない、坂本は副会長から会長に昇格。内部職員初の会長就任であった。1982年まで2期6年務めた。
1985年に国家公安委員会委員、1987年に国語審議会会長、1997年に横綱審議委員会委員長を務めた。1990年、勲一等瑞宝章受章。
2003年12月31日、肝機能不全のため死去。86歳没。「お別れの会」での弔辞は大学の先輩である森繁久彌が読んだ。

## 開花楼
坂本家の家業だった料亭・開花楼は、神田明神境内の崖の上に所在し、木造4階建てで、2階に120畳の大広間があった。明神のご神体が縁結びの神・大国主命であることから結婚披露宴の会場としてよく利用された（島崎藤村などがここで結婚式を挙げた）。場所柄東京大学関係者の利用も多かったという。
店主は初代も2代目も（つまり、坂本朝一の父親も祖父も）坂本彦平といい、揃って芝居好きで自ら「坂本猿冠者」と名乗り、舞台付大広間で同好者たちと芸事を楽しんだという。芸事好きの店主の計らいで、文学座の稽古場としても使われたこともあった。荒木十畝、鳥居清忠らの画会（絵画の展示・販売会）など催し物の会場としても用いられた。
また坂本朝一によれば、開花楼は「へなちょこ」という語を生んだ場所であるという。1881年か1882年ごろ、朝一の祖父・初代彦平が酔狂な思いつきとして、遊びで明神の崖上の粘土を使って素焼きの猪口を作り、友人である出版人の山田風外や新聞記者の野崎左文らを楽しませたのが起こりで、「埴土（へなつち）の猪口」が転じたのだという（野崎は「変な猪口」が由来としている）。素焼きの猪口は注いだ酒を全て吸ってしまうので、酒器として役に立たない。ここから役に立たないものを「へなちょこ」と呼ぶようになったと坂本は父・猿冠者から聞いたとしたうえで、江戸時代を舞台としたフィクション等で「このヘナ猪口野郎」というセリフを設定するのは時系列的に間違いだと断じている。

## 著書
- 『放送よもやま話』あずさ書房〈あずさ選書〉、1981年4月15日。NDLJP:12275072。
  - 『放送よもやま話』文藝春秋〈文春文庫〉、1985年9月25日。ISBN 978-4167395018。NDLJP:12274949。文庫版
- 『放送つれづれ草』東京新聞出版局、1991年。ISBN 978-4808304126。